# 吉内亚格拉斯
吉内亚格拉斯（Guinea Grass），伯利兹橘园区的一个村。该地人口3500（2010年）。海拔38米。该地有门诺派、梅斯蒂索人、克里奥耳人、南亚裔等族群。